# Copa Verde 2023
Die Copa Verde 2023 war die zehnte Austragung der Copa Verde, eines regionalen Fußballpokalwettbewerbs in Brasilien, der vom nationalen Fußballverband CBF organisiert wird. Mit dem Gewinn des Pokals wurde die Qualifikation für die dritte Runde der Copa do Brasil 2024 verbunden. Es fand vom 18. Februar bis 31. Mai 2023 statt.
Neben der Teilnahme am Copa do Brasil, erhielt der Sieger ein Rekordpreisgeld in Höhe vom 400.000 Real, das doppelte des im letzten Jahr gezahlten Betrags. Auch für die dritte Runde des Copa do Brasil wird 2024 zusätzlich ein Antrittsgeld ausgeschüttet werden. Dieses betrug für den Copa do Brasil 2023 2,1 Millionen Real. Der unterlegene Finalist der Copa Verde erhielt 200.000 Real.

## Modus
Die Vorrundenspiele sind zwischen 16 Teams und die Achtelfinals mit nur einem Entscheidungsspiel im KO-Modus geplant. Ab dem Viertelfinale wurden Hin- und Rückspiel ausgetragen. Das Heimrecht im Hinspiel in den ersten drei Runden lag bei dem im Ranking des CBF besser platzierten Klubs. Im Halbfinale und Finale hatte dieser das Heimrecht im Rückspiel.

## Teilnehmer
Die Teilnehmer kamen aus den elf Bundesstaaten Acre, Amapá, Amazonas, Distrito Federal do Brasil, Espírito Santo, Goiás, Mato Grosso, Mato Grosso do Sul, Pará, Rondônia, Roraima und Tocantins. 19 nahmen als erfolgreiche Klubs aus den Fußballmeisterschaften der Bundesstaaten von Brasilien teil. Die übrigen fünf Klubs ergaben aus dem CBF Ranking, welche aus den Staatsmeisterschaften noch nicht qualifiziert waren.

### Teilnehmer Staatsmeisterschaften
| Bundesstaat        | Klub                    | Qualifizierung        |
| ------------------ | ----------------------- | --------------------- |
| Acre               | SC Humaitá              | Staatsmeister 2022    |
| Acre               | São Francisco FC (AC)   | 2. Staatsmeister 2022 |
| Amapá              | Trem DC                 | Staatsmeister 2022    |
| Amazonas           | Manaus FC               | Staatsmeister 2022    |
| Amazonas           | Princesa do Solimões EC | 2. Staatsmeister 2022 |
| Distrito Federal   | Brasiliense FC          | Staatsmeister 2022    |
| Distrito Federal   | Ceilândia EC            | 2. Staatsmeister 2022 |
| Espírito Santo     | Real Noroeste           | Staatsmeister 2022    |
| Espírito Santo     | Rio Branco FC (ES)      | 2. Staatsmeister 2022 |
| Goiás              | Goiás EC                | 2. Staatsmeister 2022 |
| Goiás              | Vila Nova FC            | 3. Staatsmeister 2022 |
| Mato Grosso        | Cuiabá EC               | Staatsmeister 2022    |
| Mato Grosso        | União EC                | 2. Staatsmeister 2022 |
| Mato Grosso do Sul | Operário FC (MS)        | Staatsmeister 2022    |
| Pará               | Clube do Remo           | Staatsmeister 2022    |
| Pará               | Paysandu SC             | 2. Staatsmeister 2022 |
| Rondônia           | Real Ariquemes EC       | Staatsmeister 2022    |
| Roraima            | São Raimundo EC (RR)    | Staatsmeister 2022    |
| Tocantins          | Tocantinópolis EC       | Staatsmeister 2022    |
| Tocantins          | Interporto FC           | 2. Staatsmeister 2022 |

### Teilnehmer CBF Ranking
| Bundesstaat | Klub               | CBF Platz |
| ----------- | ------------------ | --------- |
| Acre        | Atlético Acreano   | 89        |
| Acre        | Rio Branco FC (AC) | 92        |
| Mato Grosso | Luverdense EC      | 83        |
| Pará        | Castanhal EC       | 96        |

### Teilnahme abgesagt
Atlético Goianiense war als Staatsmeister von Goiás qualifiziert, sagte aber seine Teilnahme im Vorwege ab.
Des Weiteren sprach sich der AA Aparecidense aus der Staatsmeisterschaft von Pará gegen eine Teilnahme aus. Dieser hatte sich über die Rangliste qualifiziert. Dafür rückte der Castanhal EC nach.

## Turnierplan
|  | Vorrunde       | Vorrunde | Vorrunde |  |  | Achtelfinale   | Achtelfinale | Achtelfinale |   |       | Viertelfinale | Viertelfinale | Viertelfinale |   |       | Halbfinale | Halbfinale | Halbfinale |     |  | Finale   | Finale | Finale |
|  |                |          |          |  |  |                |              |              |   |       |               |               |               |   |       |            |            |            |     |  |          |        |        |
|  | União EC       |          | 1        |  |  |                |              |              |   |       |               |               |               |   |       |            |            |            |     |  |          |        |        |
|  | Real Noroeste  |          | 0        |  |  | União EC       |              | 0            |   |       |               |               |               |   |       |            |            |            |     |  |          |        |        |
|  |                |          |          |  |  | Goiás EC       |              | 3            |   |       |               |               |               |   |       |            |            |            |     |  |          |        |        |
|  |                |          |          |  |  |                |              |              |   |       | Goiás EC      | 0             | 1             |   |       |            |            |            |     |  |          |        |        |
|  | Tocantinópolis |          | 1 (5)    |  |  |                |              | Brasiliense  | 0 | 0     |               |               |               |   |       |            |            |            |     |  |          |        |        |
|  | Operário       |          | 1 (4)    |  |  | Tocantinópolis |              | 2            |   |       |               |               |               |   |       |            |            |            |     |  |          |        |        |
|  |                |          |          |  |  | Brasiliense    |              | 4            |   |       |               |               |               |   |       |            |            |            |     |  |          |        |        |
|  |                |          |          |  |  |                |              |              |   |       |               |               |               |   |       | Goiás EC   | 0          | 2          |     |  |          |        |        |
|  | Ceilândia      |          | 1        |  |  |                |              |              |   |       |               |               | Cuiabá        | 1 | 0     |            |            |            |     |  |          |        |        |
|  | Rio Branco-ES  |          | 0        |  |  | Ceilândia      |              | 0            |   |       |               |               |               |   |       |            |            |            |     |  |          |        |        |
|  |                |          |          |  |  | Cuiabá         |              | 3            |   |       |               |               |               |   |       |            |            |            |     |  |          |        |        |
|  |                |          |          |  |  |                |              |              |   |       | Cuiabá        | 2             | 1             |   |       |            |            |            |     |  |          |        |        |
|  | Luverdense     |          | 2        |  |  |                |              | Vila Nova    | 0 | 1     |               |               |               |   |       |            |            |            |     |  |          |        |        |
|  | Interporto     |          | 1        |  |  | Luverdense     |              | 0 (3)        |   |       |               |               |               |   |       |            |            |            |     |  |          |        |        |
|  |                |          |          |  |  | Vila Nova      |              | 0 (4)        |   |       |               |               |               |   |       |            |            |            |     |  |          |        |        |
|  |                |          |          |  |  |                |              |              |   |       |               |               |               |   |       |            |            |            |     |  | Goiás EC | 2      |        |
|  | Humaitá        |          | 2        |  |  |                |              |              |   |       |               |               |               |   |       |            |            | Paysandu   | 0 1 |  |          |        |        |
|  | Trem           |          | 0        |  |  | Humaitá        |              | 1            |   |       |               |               |               |   |       |            |            |            |     |  |          |        |        |
|  |                |          |          |  |  | Remo           |              | 4            |   |       |               |               |               |   |       |            |            |            |     |  |          |        |        |
|  |                |          |          |  |  |                |              |              |   |       | Remo          | 0             | 3             |   |       |            |            |            |     |  |          |        |        |
|  | Atlético-AC    |          | 3        |  |  |                |              | São Raimundo | 1 | 0     |               |               |               |   |       |            |            |            |     |  |          |        |        |
|  | São Francisco  |          | 6        |  |  | São Francisco  |              | 0            |   |       |               |               |               |   |       |            |            |            |     |  |          |        |        |
|  |                |          |          |  |  | São Raimundo   |              | 6            |   |       |               |               |               |   |       |            |            |            |     |  |          |        |        |
|  |                |          |          |  |  |                |              |              |   |       |               |               |               |   |       | Remo       | 1          | 1 (2)      |     |  |          |        |        |
|  | Castanhal      |          | 2        |  |  |                |              |              |   |       |               |               | Paysandu      | 0 | 2 (4) |            |            |            |     |  |          |        |        |
|  | Ariquemes      |          | 3        |  |  | Ariquemes      |              | 0            |   |       |               |               |               |   |       |            |            |            |     |  |          |        |        |
|  |                |          |          |  |  | Paysandu       |              | 3            |   |       |               |               |               |   |       |            |            |            |     |  |          |        |        |
|  |                |          |          |  |  |                |              |              |   |       | Paysandu      | 0             | 0 (5)         |   |       |            |            |            |     |  |          |        |        |
|  | Rio Branco-AC  |          | 0        |  |  |                |              | Princesa     | 0 | 0 (3) |               |               |               |   |       |            |            |            |     |  |          |        |        |
|  | Princesa       |          | 1        |  |  | Princesa       |              | 2            |   |       |               |               |               |   |       |            |            |            |     |  |          |        |        |
|  |                |          |          |  |  | Manaus         |              | 0            |   |       |               |               |               |   |       |            |            |            |     |  |          |        |        |
|  |                |          |          |  |  |                |              |              |   |       |               |               |               |   |       |            |            |            |     |  |          |        |        |

## Gruppen
Für die Sortierung der Paarungen in der Vorrunde und dem Achtelfinale wurden zwei Gruppen nach regionaler Herkunft der Klubs gebildet, den Block Norte und den Block CentroOeste. In diesen Blocks wurden die Klubs gemäß ihrer Platzierung in der Rangliste des CBF sortiert. Der Beste einer Gruppe traf auf den letzten und so fort. Im Finale traf somit der Sieger der Gruppe Norte auf den Sieger der Gruppe CentroOeste. Sollte der Klub noch keine Ranglistenpunkte des CBF haben, so erfolgte die weitere Sortierung nach der Platzierung in der Rangliste des Verbandes des Klubs.
| Gruppe Norte            | Ranglistenplatz | Gruppe CentroOeste | Ranglistenplatz |
| ----------------------- | --------------- | ------------------ | --------------- |
| Clube do Remo           | 38 (CBF)        | Goiás EC           | 19 (CBF)        |
| Paysandu SC             | 43 (CBF)        | Cuiabá EC          | 20 (CBF)        |
| Manaus FC               | 49 (CBF)        | Vila Nova FC       | 30 (CBF)        |
| São Raimundo EC (RR)    | 73 (CBF)        | Brasiliense FC     | 61 (CBF)        |
| Atlético Acreano        | 89 (CBF)        | Tocantinópolis EC  | 76 (CBF)        |
| Rio Branco AC           | 92 (CBF)        | Luverdense EC      | 83 (CBF)        |
| Castanhal EC            | 96 (CBF)        | Ceilândia EC       | 91 (CBF)        |
| SC Humaitá              | 132 (CBF)       | União EC           | 93 (CBF)        |
| Trem DC                 | 132 (CBF)       | Real Noroeste      | 96 (CBF)        |
| Real Ariqueme EC        | 171 (CBF)       | Rio Branco FC (ES) | 130 (CBF)       |
| Princesa do Solimões EC | 19 (FAF)        | Interporto FC      | 184 (CBF)       |
| São Francisco FC (AC)   | 24 (FFAC)       | Operário FC (MS)   | 200 (CBF)       |

## Vorrunde
| Datum |                   | Ergebnis              |                         | Austragungsort (Zuschauer) |
| ----- | ----------------- | --------------------- | ----------------------- | -------------------------- |
| 17.2. | Atlético Acreano  | 3:6 (0:3)             | São Francisco FC (AC)   | Florestão (343)            |
| 18.2. | SC Humaitá        | 2:0 (1:0)             | Trem DC                 | Florestão (155)            |
| 18.2. | Tocantinópolis EC | 1:1 (0:1) (5:4 i. E.) | Operário FC (MS)        | Ribeirão (901)             |
| 18.2. | Ceilândia EC      | 1:0 (0:0)             | Rio Branco AC           | Abadião (124)              |
| 18.2. | Luverdense EC     | 2:1 (1:1)             | Interporto FC           | Passo das Emas (415)       |
| 19.2. | Castanhal EC      | 2:3 (1:2)             | Real Ariqueme EC        | Modelão (260)              |
| 19.2. | Rio Branco AC     | 0:1 (0:0)             | Princesa do Solimões EC | Florestão (547)            |
| 19.2. | União EC          | 1:0 (0:0)             | Real Noroeste           | Caldeirão (579)            |

## Achtelfinale
| Datum |                      | Ergebnis        |                         | Austragungsort (Zuschauer) |
| ----- | -------------------- | --------------- | ----------------------- | -------------------------- |
| 22.2. | Paysandu SC          | 3:0 (2:0)       | Real Ariqueme EC        | Curuzu (2.942)             |
| 22.2. | Manaus FC            | 0:2 (0:2)       | Princesa do Solimões EC | Arena da Amazônia (1.000)  |
| 22.2. | Goiás EC             | 3:0 (2:0)       | União EC                | Serrinha (2.206)           |
| 22.2. | Brasiliense FC       | 4:2 (2:0)       | Tocantinópolis EC       | Serejão                    |
| 23.2. | Vila Nova FC         | 0:0 (4:3 i. E.) | Luverdense EC           | OBA (855)                  |
| 1.3.  | São Raimundo EC (RR) | 6:0 (3:0)       | São Francisco FC (AC)   | Canarinho (771)            |
| 1.3.  | Cuiabá EC            | 3:0 (3:0)       | Ceilândia EC            | Arena Pantanal (876)       |
| 1.3.  | Clube do Remo        | 4:1 (0:0)       | SC Humaitá              | Baenão (6.022)             |

## Viertelfinale
| Datum     |                                          | Gesamt          |                                    | Hinspiel  | Rückspiel |
| --------- | ---------------------------------------- | --------------- | ---------------------------------- | --------- | --------- |
| 8./23.3.  | Princesa do Solimões EC (Gibertão / 942) | 0:0 (3:5 i. E.) | Paysandu SC (Curuzu / 5.738)       | 0:0       | 0:0       |
| 8./23.3.  | Brasiliense FC (Serejão)                 | 0:1             | Goiás EC (Serrinha / 3.400)        | 0:0       | 0:1 (0:1) |
| 15./22.3. | São Raimundo EC (AM) (Canarinho / 1.981) | 1:3             | Clube do Remo (Baenão / 11.711)    | 1:0 (1:0) | 0:3 (0:2) |
| 15./22.3. | Vila Nova FC (OBA / 1.322)               | 1:3             | Cuiabá EC (Arena Pantanal / 1.783) | 0:2 (0:2) | 1:1 (0:1) |

## Halbfinale
| Datum     |                                    | Gesamt          |                                     | Hinspiel  | Rückspiel |
| --------- | ---------------------------------- | --------------- | ----------------------------------- | --------- | --------- |
| 26./29.3. | Paysandu SC (Mangueirão / 22.090)  | 2:2 (4:2 i. E.) | Clube do Remo (Mangueirão / 21.653) | 0:1 (0:1) | 2:1 (0:1) |
| 26./29.3. | Cuiabá EC (Arena Pantanal / 3.748) | 1:2             | Goiás EC (Serrinha / 5.613)         | 1:0 (1:0) | 0:2 (0:0) |

## Finale

### Hinspiel
| Paysandu SC                                         | Paysandu SC | Goiás EC | Goiás EC |
| --------------------------------------------------- | --- | --- | -------- |
| Paysandu SC                                         | \| 17. Mai 2023 in Belém (Pará) (Mangueirão) \| \| Ergebnis: 0:2 (0:0) \| \| Zuschauer: 13.607 \| \| Schiedsrichter: Alisson Sidnei Furtado ( Tocantins) \| \| Spielbericht \| | \| 17. Mai 2023 in Belém (Pará) (Mangueirão) \| \| Ergebnis: 0:2 (0:0) \| \| Zuschauer: 13.607 \| \| Schiedsrichter: Alisson Sidnei Furtado ( Tocantins) \| \| Spielbericht \| | Goiás EC |
| Paysandu SC                                         | Gabriel Bernard – João Vieira, Wanderson, Genílson, Naylhor, Eltinho – Paulinho 71., Gabriel Davis, Fernando Gabriel 61. – Bruno Alves 88., Mário Sérgio Reserve Cláudio Vitor, Iarley, Juan Pitbull, Rikelton, Eric, João Pedro 71., Dalberto 61., Vicente, Alex Matos, Roger 88. Cheftrainer: Marquinhos Santos | Marcelo Rangel – Bruno Santos 46., Lucas Halter , Bruno Melo, Hugo Ferreira 90. – Zé Ricardo, Willian Oliveira, Maguinho, Julián Palacios 73. – Alesson 81., Matheus Peixoto 81. Reserve Tadeus, Matheus Alves, Sidimar, Sander Bortolotto 90., Edu, Felipe 46., Simioni, Nathan Melo, Diego Gonçalves 73., Wendell 81., Philippe 81. Cheftrainer: Emerson Ávila | Goiás EC |
| Paysandu SC                                         | 0:1 Maguinho (58.) 0:2 Philippe (87.) | | Goiás EC |
| Paysandu SC                                         | Vieira (45.), Bernard (45.+4'), Genílson (51.), Naylhor (54.), Alves (67.) | Bruno Santos (45.) | Goiás EC |
| 17. Mai 2023 in Belém (Pará) (Mangueirão)           | | |          |
| Ergebnis: 0:2 (0:0)                                 | | |          |
| Zuschauer: 13.607                                   | | |          |
| Schiedsrichter: Alisson Sidnei Furtado ( Tocantins) | | |          |
| Spielbericht                                        | | |          |

### Rückspiel
| Goiás EC                                                  | Goiás EC | Paysandu SC | Paysandu SC |
| --------------------------------------------------------- | --- | --- | ----------- |
| Goiás EC                                                  | \| 31. Mai 2023 in Goiânia (Serrinha) \| \| Ergebnis: 2:1 (2:0) \| \| Zuschauer: 11.499 \| \| Schiedsrichter: Dyorgines José Padovani ( Espírito Santo) \| \| Spielbericht \| | \| 31. Mai 2023 in Goiânia (Serrinha) \| \| Ergebnis: 2:1 (2:0) \| \| Zuschauer: 11.499 \| \| Schiedsrichter: Dyorgines José Padovani ( Espírito Santo) \| \| Spielbericht \| | Paysandu SC |
| Goiás EC                                                  | Tadeus, Maguinho, Lucas Halter, Zé Ricardo, Vinicius 86., Julián Palacios 69., Bruno Santos, Matheus Peixoto 78., Bruno Melo, Hugo Ferreira, Simioni 69. Reserve Marcelo Rangel, Sidimar, Sander Bortolotto, Fellipe Bastos, Diego Gonçalves, Apodie 69., Nathan Melo, Alesson 86., Edu, Jhonny Lucas 69., Philippe, Gabriel Novaes 78. Cheftrainer: Emerson Ávila | Gabriel Bernard, Wanderson, Mário Sérgio, Fernando Gabriel 69., João Vieira 86., Vicente 69., Genílson, Naylhor, Gabriel Davis, Roger 46., Bruno Alves 78. Reserve Cláudio Vitor, Paulinho 69., Dalberto 46., Iarley 86., Juan Pitbull 69., Alex Matos, Eric 78. Cheftrainer: Marquinhos Santos | Paysandu SC |
| Goiás EC                                                  | 1:0 Vinicius (6., Elfmeter) 2:0 Matheus (36., Elfmeter) | 2:1 Melo (38., Eigentor) | Paysandu SC |
| Goiás EC                                                  | Palacios (9.), Zé Ricardo (47.), Apodi (90.+1'), Jhonny Lucas (90.+4') | Naylhor (2.), Fernando Gabriel (8.), Vicente (56.), Mário Sérgio (85.), João Vieira (90.+2') | Paysandu SC |
| Goiás EC                                                  | Paulinho (88.) | | Paysandu SC |
| 31. Mai 2023 in Goiânia (Serrinha)                        | | |             |
| Ergebnis: 2:1 (2:0)                                       | | |             |
| Zuschauer: 11.499                                         | | |             |
| Schiedsrichter: Dyorgines José Padovani ( Espírito Santo) | | |             |
| Spielbericht                                              | | |             |